# 미리엄 마케바
젠질 미리엄 마케바(Zenzile Miriam Makeba, 1932년 3월 4일 ~ 2008년 11월 9일)는 남아프리카 공화국의 싱어송라이터, 배우, 국제 연합의 친선대사이자 인권 운동가이다. 아프로팝과 재즈, 월드 뮤직을 포함한 음악 장르와 남아프리카 공화국의 인종차별주의 및 소수의 백인이 이끄는 정부에 반하는 메시지를 노래하였다.
요하네스버그에서 스와지족과 코사족의 부모 사이에서 태어난 마케바는 아버지의 죽음 이후 어린 시절부터 일자리를 구해야 했다. 17살이 되었을 때는 학대에 가까운 첫 결혼을 하였으며, 1950년에 외동아이를 낳은 후에 유방암을 이겨냈다. 어릴 때부터 마케바의 보컬 능력은 인정을 받았고, 1950년대에 쿠반 브라더스와 맨해튼 브라더스, 그리고 여성 그룹인 스카이라크스와 함께 재즈, 전통 아프리카 음악 및 서양의 대중음악을 혼합한 노래를 부르기 시작하였다. 1959년, 마케바는 아프리카의 반아파르트헤이트 영화인 “컴 백, 아프리카”에 출연하여 국제적인 인기를 끌게 되었다. 마케바는 베니스, 런던, 뉴욕에서 공연을 하게 되었고, 그중 런던에서는 미국에서 가수로 활동하던 해리 벨라폰테를 만나 맨토이자 동료가 되었다. 뉴욕으로 이사를 한 후에는 바로 큰 인기를 얻게 되었고, 1960년에 첫 솔로 음반을 녹음하였다. 그리고 당해 어머니의 장례식을 위해 고향으로 돌아가려고 하였으나, 정부의 저지로 인해 실패하였다.
마케바의 경력은 미국에서 꽃을 피웠고, 1967년에 발표하여 인기를 끈 “Pata Pata”를 포함하여 몇 장의 음반과 노래를 발표하였다. 벨라폰테와 함께 작업하여 1965년에 발매한 음반 “An Evening with Belafonte/Makeba”로는 그래미 어워드에서 수상을 하기도 하였다. 마케바는 유엔에서 남아프리카 정부에 불리한 증언을 하였고, 인권 운동에 참여하기 시작하였다. 당시 흑표당에서 활동하던 스토클리 카마이클과 1968년에 결혼을 하였고, 백인 미국인들 사이에서 지지를 잃었다. 미국 정부는 마케바가 해외 여행을 하는 동안 비자를 취소하여 마케바와 카마이클이 기니로 이주하도록 만들었다. 이후 마케바는 독립 기념행사를 포함하여 많은 아프리카 국가에서 공연을 지속하였다. 또한 아파르트헤이트를 조금 더 명확하게 비판하는 음악을 만들고 부르기 시작하였다. 1990년 아파르트헤이트가 폐지된 후, 마케바는 남아프리카로 돌아왔다. 이듬해에는 니나 시몬과 디지 길레스피와 함께 음반을 녹음하고 공연을 지속하였으며, 1992년에는 영화 “사라피나!”에 출연하였다. 1999년에는 유엔 친선대사로 임명되어 인도적 차원의 캠페인을 벌였다. 이후 2008년 이탈리아에서 열린 콘서트 도중 심장마비로 사망하였다.
마케바는 범세계적으로 인정을 받은 최초의 아프리카 음악가들 중 한 명으로, 아프리카 음악을 서양의 사람들에게 들려주었으며, 월드 뮤직 및 아프로팝이라는 장르를 대중화시키는데 일조하였다. 또한 아파르트헤이트를 반대하며 몇몇 노래를 발표하였으며, 복귀가 불가능해지고 나서부터는 반아파르트헤이트의 상징이 되었다. 넬슨 만델라 전 남아프리카 공화국 대통령은 "그녀의 음악이 우리 모두에게 강력한 희망의 영감을 주었다."고 말하였다.

## 생애
미리엄 마케바는 1954년 남아프리카의 인기 재즈그룹인 맨해튼 브라더스(Manhattan Brothers)의 여성 보컬로 데뷔했다. 아파르트헤이트(흑백인종분리) 철폐 다큐멘터리 영화 《컴백 아프리카》에 출연하면서 국제적 명성을 얻어 영국, 미국 등에서 활동했다. 그 과정에서 아프리카 재즈음악(Afrobeat)과 창법을 세계 대중음악계에 전했고, 민속음악과 대중음악을 결합시킨 자신의 음악을 독창적으로 발전시켰다.
〈Pata Pata〉, 〈The Click Song〉등 수많은 히트곡을 내며 아프리카 대륙을 대표하는 디바로서 1965년 해리 벨라폰테와 함께 제작한 앨범으로 그래미상을 받았으며, 2002년에는 음악의 노벨상으로 불리는 폴라음악상을 받았다.
남아공 백인 정부는 세계를 순회하며 남아공 아파르트헤이트의 철폐와 흑인 인권탄압의 실상을 고발해 온 미리엄 마케바의 여권을 말소해 귀국을 막았으며, 1963년 그녀가 유엔에서 아파르트헤이트 관련 증언을 하자 아예 국적을 없애버리고 음악 유통도 금지시켰다. 미리엄 마케바는 1976년에 유엔 주재 기니 대표가 되어 또 다시 유엔에서 반인륜적이고 전근대적인 인종차별 철폐를 주장하며 국제사회에 관심과 지지를 호소했다. 유엔은 미리엄 마케바의 공로를 인정하고 다그 하마슐드 평화상(Dag Hammarskjold Medal, 1986년)을 시상했다. 독일유엔협회에서도 오토 한 평화상(Otto Hahn Peace Medal, 2001)을 시상했다.
미리엄 마케바의 오랜 망명 생활은 넬슨 만델라의 석방과 함께 끝이 났다. 남아공에서 추방되어 미국, 프랑스, 벨기에, 기니 등 여러 나라를 전전하는 망명가수가 되었다가 고국으로 돌아오기까지 꼬박 30여년이 걸렸다. 1990년 6월 11일 미리엄 마케바는 수많은 동포들의 뜨거운 환영을 받으며 조국 땅을 밟았다.
미리엄 마케바는 강했다. 주저앉지도 않았고, 물러서지도 않았다. 세계 곳곳을 순회공연하며 그 때마다 가위눌린 조국의 실상을 알렸다. 아프리카의 영혼을 깨웠고, 착취와 억압을 받으며 자기 땅에서조차 유배당한 자국 민중을 위해 문화의 대변자, 세상의 증언자가 되었다. 자신의 노래에 담긴 아프리카의 전통과 아름다운 서정을 통해 검은 대륙의 속살을 여과없이 드러냈다. 그녀는 아프리카의 목소리, '마마 아프리카(Mama Africa)'였다.(중략)

미리엄 마케바는 아프리카 재즈음악(Afrobeat)과 창법을 세계 대중음악계에 전한 대표 뮤지션이었다. 그녀가 부른 수많은 노래들, 토속어인 소토어로 된 것이 많았지만 민중의 노래, 희망의 노래는 언제나 아프리카 검은 대륙을 넘어 세계와 교감했다. 피부색과 언어가 달라도 그녀의 출중한 음악성과 결합한 카리스마 넘치는 가창력으로 세상에 공명했다. 그녀는 아름다웠고, 위대했다.— 《내 마음속의 굴렁쇠》

미리엄 마케바는 2008년 11월 10일 이탈리아 나폴리 인근에서 열린 한 자선 공연 중 마지막 노래를 끝낸 뒤 심장마비로 쓰러져 사망했다. 마피아로부터 살해 위협을 받고 있는 논픽션 작가 로베르토 사비아노의 신변 보호 촉구를 위해 열린 이날 공연이 마지막 무대가 됐다.

## 음반

### 스튜디오 앨범
- Miriam Makeba, 1960, RCA LSP2267
- The Many Voices of Miriam Makeba, 1960, Kapp KL1274
- The World of Miriam Makeba, 1963, RCA LSP2750
- Makeba, 1964, RCA LSP2845
- Makeba Sings, 1965, RCA LSP3321
- An Evening with Belafonte/Makeba (with Harry Belafonte), 1965, RCA LSP3420
- The Magic of Makeba, 1965, RCA LSP3512
- The Magnificient Miriam Makeba, 1966, Mercury 134016
- All About Miriam, 1966, Mercury 134029
- Miriam Makeba in Concert!, 1967, Reprise RS6253
- Pata Pata, 1967, Reprise RS6274
- Makeba!, 1968, Reprise RS6310
- Live in Tokyo, 1968, Reprise SJET8082
- Keep Me in Mind, 1970, Reprise RS6381
- A Promise, 1974, RCA YSPL1-544
- Live in Conakry - Appel A L'Afriqu, 1974, Sonodisc SLP22
- Miriam Makeba & Bongi, 1975, Sonodisc SLP48
- Live in Paris, 1977, CD6508
- Country Girl, 1978, Sonodisc ESP165518
- Comme Une Symphonie d'Amour, 1979
- Sangoma, 1988, Warner Bros. 25673
- Welela, 1989, Gallo CDGSP3084
- Eyes on Tomorrow, 1991, Gallo CDGSP3086
- Sing Me A Song, 1993, CDS12702
- Homeland, 2000, Putumayo PUTU1642
- Live at Berns Salonger, Stockholm, Sweden, 1966, 2003 Gallo Music GWVCD-49
- Reflecting, 2004, Gallo Music GWVCD-51
- Makeba Forever, 2006, Gallo Music CDGURB-082

### 라이브 앨범
- The Queen of African Music - 17 Great Songs, 1987
- Africa 1960-65 recordings, 1991
- Eyes on Tomorrow, 1991
- The Best of Miriam Makeba & The Skylarks: 1956 - 1959 recordings, 1998
- Mama Africa: The Very Best of Miriam Makeba, 2000
- The Guinea Years, 2001
- The Definitive Collection, 2002, Wrasse Records
- The Best of The Early Years, 2003